# Vụ án oan Nguyễn Thanh Chấn
Vụ án oan Nguyễn Thanh Chấn là một vụ án oan trong lịch sử tố tụng của Việt Nam mà ông Nguyễn Thanh Chấn (sinh năm 1961 tại Bắc Giang) đã bị kết án chung thân về tội giết người. Ông chỉ được trả tự do vào tháng 11.2013 sau khi hung thủ thực sự của vụ án ra đầu thú. Tính đến thời điểm đó ông đã phải ngồi tù hơn 10 năm. Đây là một trong những vụ án oan gây nhiều dư luận trong xã hội bởi nhiều người cho rằng cơ quan điều tra đã dùng nhục hình, bức cung để buộc nghi phạm nhận tội. Từ vụ án oan của ông Chấn, Ủy ban tư pháp Quốc hội đã yêu cầu phải rà soát kỹ những đơn thư kêu oan, nhất là các trường hợp có mức phạt tù 20 năm, chung thân, tử hình...

## Diễn biến

### Ông Chấn bị bắt và bị kết án
Vào tháng 8 năm 2003, chị Nguyễn Thị Hoan - 31 tuổi ở thôn Me, xã Nghĩa Trung, huyện Việt Yên, Bắc Giang chết với nhiều vết đâm chém trên người. Cơ quan điều tra xác định nạn nhân bị giết. Khoảng 30 người đàn ông ở xã Nghĩa Trung được triệu tập để lấy lời khai, trong đó có ông Nguyễn Thanh Chấn. Sau 2 ngày bị Công An mời lên thẩm vấn rồi cho về, đến ngày 29 tháng 8 năm 2003 ông Chấn bị tạm giam để điều tra. Sau đó ông Chấn bị khởi tố về tội Giết người. Tháng 3.2004, TAND tỉnh Bắc Giang tuyên phạt ông Chấn tù chung thân. 4 tháng sau, TAND Tối cao bác kháng cáo kêu oan, tuyên phạt ông Chấn y án sơ thẩm. Mặc dù tại hai phiên xử, ông Chấn đều một mực kêu oan và không nhận tội, nhưng tòa án dựa vào biên bản nhận tội của ông tại cơ quan điều tra để tuyên án.

### Hung thủ thực sự ra đầu thú
Bà Nguyễn Thị Chiến, vợ ông Chấn, một mực tin rằng chồng mình vô tội. Suốt 10 năm, bà âm thầm điều tra và thu thập chứng cứ để tìm ra thủ phạm thực sự. Manh mối xuất hiện vào năm 2010. Vì mâu thuẫn nội bộ, một số thành viên trong gia đình hung thủ đã tiết lộ với bà Chiến và một số người khác ai là hung thủ. Bà Chiến sau đó có được nhiều đoạn ghi âm một số cuộc nói chuyện, khẳng định Lý Nguyễn Chung, người cùng làng với ông Chấn, mới là thủ phạm vụ giết người. Những bằng chứng này sau đó được gửi lên các cơ quan trung ương như Tòa án nhân dân tối cao, Văn phòng chính phủ, Viện Kiểm sát nhân dân tối cao, Bộ Công an... Ngoài ra, từ trong trại giam ông Chấn cũng không ngừng viết đơn kêu oan gửi các nơi. Viện Kiểm sát nhân dân tối cao sau đó đã tổ chức điều tra lại. Ngày 25 tháng 10 năm 2013, Lý Nguyễn Chung ra đầu thú, khai là thủ phạm vụ giết người nhằm cướp tài sản. Chung khai, sau khi giết nạn nhân, Chung (lúc đó chưa đầy 15 tuổi) lấy được 59.000 đồng và hai chiếc nhẫn. Sau khi gây án, Chung, theo lời cha mình khuyên, đã bỏ trốn lên Lạng Sơn, rồi sau đó vào Đắk Lắk cho đến ngày ra đầu thú.

### Ông Chấn được giải oan và bồi thường
Sau khi Lý Nguyễn Chung ra đầu thú, ngày 4 tháng 11 năm 2013, ông Chấn đã được tạm thả tự do. Viện trưởng Viện Kiểm sát nhân dân tối cao Nguyễn Hòa Bình đã kháng nghị tái thẩm bản án. Viện Kiểm sát nhân dân tối cao cho biết, Chủ tịch nước Trương Tấn Sang đã đồng ý với đề xuất của lãnh đạo liên ngành cần xem xét giải quyết lại vụ án theo đúng pháp luật; chỉ đạo nếu thực tế có oan thì phải khôi phục lại các quyền lợi công dân và xử lý trách nhiệm cá nhân trong quá trình giải quyết vụ án. Chiều 6 tháng 11 năm 2013, phiên tòa tái thẩm đã tuyên hủy các bản án kết tội ông Chấn trước đây. Ngày 17 tháng 4 năm 2015, theo đề nghị của ông Chấn, Tòa án nhân dân tối cao đã tổ chức xin lỗi công khai với ông tại nơi ông cư ngụ (xã Nghĩa Trung, huyện Việt Yên, tỉnh Bắc Giang). Tháng 7 năm 2015, Lý Nguyễn Chung bị đưa ra xét xử và bị tuyên án 12 năm tù giam về tội giết người. Sau khi được giải oan, ông Chấn đã nhiều lần làm việc với Viện Kiểm sát nhân dân tối cao để yêu cầu bồi thường thiệt hại. Sau đó 2 bên đã đồng ý với nhau là ông Chấn sẽ được đền bù 7,2 tỷ đồng.

### Bị cáo đứng sau án oan của ông Chấn lĩnh án
Sau khi trả tự do cho ông Nguyễn Thanh Chấn được hơn 1 năm, ngày 23 tháng 7 năm 2015, Toà án Nhân dân tỉnh Bắc Giang mở phiên xét xử sơ thẩm đối với Lý Nguyễn Chung - bị cáo trong vụ ông Nguyễn Thanh Chấn cách đây gần 12 năm. Tại đây Hội đồng xét xử đã xác định Chung là người đã giết chết chị Nguyễn Thị Hoan để chiếm đoạt 59.000 đồng và hai chiếc nhẫn. Mặc dù việc làm của Chung khi xâm phạm đến tính mạng con người và tài sản đã gây bất bình cho xã hội, tuy nhiên Hội đồng xét xử xét thấy thân nhân chưa có tiền án tiền sự và phạm tội khi chưa đủ 18 tuổi nên Hội đồng xét xử đã tuyên án bị cáo Chung 12 năm tù về cả hai tội: Giết người và Trộm cắp tài sản đồng thời trước đó đã bác bỏ ý kiến cho rằng ông Chấn mới là thủ phạm.

## Xử lý trách nhiệm cá nhân
Ngày 9 tháng 5 năm 2014, cơ quan điều tra Viện Kiểm sát nhân dân tối cao đã khởi tố bị can, thực hiện lệnh bắt tạm giam đối với Đặng Thế Vinh (Trưởng phòng 10, Viện KSND tỉnh Bắc Giang) và Trần Nhật Luật (Thượng tá, Phó trưởng Công an huyện Việt Yên, tỉnh Bắc Giang) để điều tra về hành vi cố tình "làm sai lệch hồ sơ vụ án", theo điều 300 BLHS, trong vụ án "Nguyễn Thanh Chấn giết người".
Ngày 30 tháng 9 năm 2014, Cục Điều tra thuộc Viện Kiểm sát nhân dân tối cao đã tống đạt quyết định khởi tố bị can (nhưng cho tại ngoại) đối với Phạm Tuấn Chiêm (sinh năm 1949, ở huyện Gia Lâm, Hà Nội) để điều tra về hành vi "thiếu trách nhiệm gây hậu quả nghiêm trọng". Ông Chiêm là cựu thẩm phán Toà phúc thẩm thuộc TAND tối cao, chủ tọa phiên phúc thẩm ông Nguyễn Thanh Chấn vào ngày 27 tháng 7 năm 2004. Ông Chiêm được xác định đã sử dụng các chứng cứ được thu thập trái quy định để kết tội ông Chấn.
Viện KSND tối cao, sau khi hoàn tất cáo trạng vụ án truy tố ông Vinh và ông Luật, đã ủy quyền cho Viện KSND tỉnh Bắc Giang chuyển hồ sơ vụ án sang TAND tỉnh Bắc Giang để đưa vụ án ra xét xử.
Đầu tháng 4 năm 2016, TAND tỉnh Bắc Giang cho biết đang lên lịch xét xử Đặng Thế Vinh và Trần Nhật Luật với cáo buộc làm sai lệch hồ sơ gây oan sai. Riêng cựu thẩm phán Phạm Tuấn Chiêm đang được tạm đình chỉ điều tra do sức khỏe yếu.
Sáng 25/11/2016, TAND tỉnh Bắc Giang mở phiên tòa sơ thẩm hình sự xét xử vụ án "làm sai lệch hồ sơ vụ án" gây oan sai cho ông Nguyễn Thanh Chấn. Khoảng 8g30 phiên tòa bắt đầu. Ngay phần mở đầu phiên tòa, chủ tọa thông báo tạm hoãn phiên tòa với lý do luật sư của bị cáo Luật vắng mặt trong khi đó bị cáo Vinh cho biết sức khoẻ không đảm bảo và muốn mời luật sư bào chữa. Cũng chưa có lịch mở lại phiên tòa.
Trong 3 ngày (19, 20, 23/1/2017) TAND tỉnh Bắc Giang đã tuyên phạt Trần Nhật Luật 12 tháng tù giam, Đặng Thế Vinh 8 tháng tù giam sau khi chuyển tội danh từ "làm sai lệch hồ sơ" sang "thiếu trách nhiệm gây hậu quả nghiêm trọng". Cả hai đều kháng cáo đề nghị xem xét giảm hình phạt, được hưởng án treo.